# Dromopetard
Dromopetard är beteckning på en teknisk utrustning som användes för att mäta farten på ett tåg i syfte att kontrollera dess hastighet i förhållande till banans tilldelade högsta tillåtna hastighet. Utrustningen är en mekanisk mätapparat med en pendel som anbringas med en viss inställning för en viss fart, så att man kan se om ett tåg kör för fort eller med rätt fart förbi apparaten. Man kan jämföra utrustningen med en radarkontroll för biltrafik fast för tåg. Utrustningen används inte mera.
Apparaten använder en knalldosa som, om farten är korrekt, tas bort från spåret men om farten är för hög, utlöses av det förbipasserande tåget.